# Cheiracanthium ludovici
Cheiracanthium ludovici là một loài nhện trong họ Miturgidae.
Loài này thuộc chi Cheiracanthium. Cheiracanthium ludovici được Roger de Lessert miêu tả năm 1921.